# Guillaume d’Aure

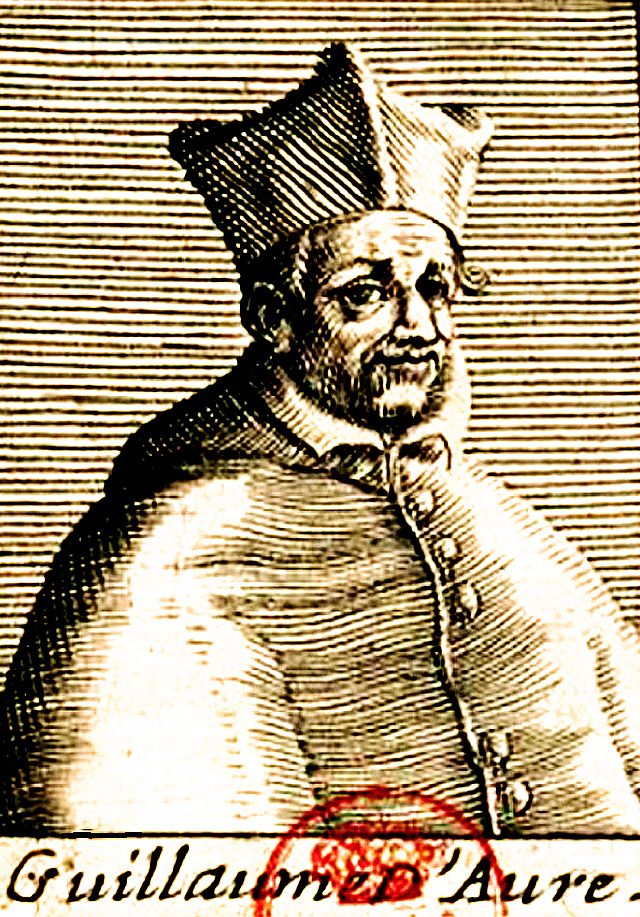
Guillaume d’Aure als Kardinal, aus dem Cabinet de gravures de Louis-Philippe

Guillaume d’Aure (* vor 1298 in Toulouse; † 3. Dezember 1353 in Avignon) war ein französischer Kardinal.

## Leben
Guillaume d’Aure war der einzige Sohn von Arnaud d’Aure und Brunissende de Lavedan; sein Vater war spätestens 1298 gestorben, als sein Großvater Géraud I. d’Aure, Seigneur de Larboust etc. noch lebte. Obwohl er der Erbe des Familienvermögens war, wurde er für den geistlichen Stand vorgesehen, wodurch die Nachfolger seines Großvaters sein Onkel Odon II. d’Aure antreten konnte
Guillaume d’Aure trat in den Benediktinerorden ein, seine geistliche Laufbahn begann in Lézat. Seine Ausbildung schloss er mit der Promotion zum Dr. iur. utr. ab. 1326 wurde er Abt von Ainay, 1333 Abt von Montolieu.
Papst Benedikt XII. beauftragte ihn und fünf weitere Äbte, zu einer Reform des Benediktinerordens die Statuten neu zu fassen, die dann am 20. Juni 1336 veröffentlicht wurden. 1338 wurde er gemeinsam mit Bertrand de Déaulx, Erzbischof von Embrun, beauftragt, den Streit zwischen dem Bischof von Maguelonne (Pictavin de Montesquiou) und der Universität Montpellier zu schlichten: die Universität hatte neue Statuten erlassen, durch die der Bischof sich in seinen Rechten beschnitten glaubte. Eine Übereinkunft wurde erst 1339 von Bertrand de Déaulx erreicht.
Auf dem Konsistorium vom 18. Dezember 1338 wurde er vom in Avignon residierenden Papst Benedikt XII. in Anwesenheit zum Kardinal ernannt und bekam im Januar 1339 die Titelkirche Santo Stefano Rotondo zugewiesen. Um seinen Lebensunterhalt in Südfrankreich zu sichern, erhielt er im Februar 1339 das Priorat Piolenc (Bistum Orange), das Priorat Cenaco (Bistum Sarlat), das Priorat Saint-Marcel-lès-Sauzet (Bistum Valence), das Priorat Saint-Georges-de-Didonne (Bistum Saintes) und das Priorat Chadalion (Bistum Clermont), am 16. März das Priorat Grassac (Bistum Le Puy-en-Velay). Am 2. Juni 1339 verfasste er sein Testament.
Im Juli 1340 fungierte Kardinal Guillaume als Auditor (Richter) durch besondere Ernennung von Benedikt XII. bei der umstrittenen Wahl im Kloster St. Bavo von Gent. Am 16. Mai 1341 wurde gegen Kardinal Guillaume d’Aure und Kardinal Bertrand de Deaulx Berufung wegen ungerechter Urteile mehrerer Kirchenbeamter gegen Personen in der Lombardei eingereicht.
Kardinal Guillaume d’Aure nahm am Konklave von 1342 teil, auf dem der Papst Clemens VI. gewählt wurde, ebenso wie am Konklave von 1352, auf dem Innozenz VI. gewählt wurde.
Er starb etwas weniger als ein Jahr später, am 3. Dezember 1353 in Avignon und wurde in der Abtei Montolieu bestattet. Sein Grabmal wurde von den Hugenotten zerstört.